# Poul Kjærholm
Poul Kjærholm (Østervrå, 8 de enero de 1929-Hillerød, 18 de abril de 1980) fue un diseñador de muebles danés, uno de los mejores exponentes del llamado diseño danés. 

## Biografía
Estudió en la Danmarks Designskole de Copenhague. Realizó diseños exclusivamente para producción industrial. Sus obras combinaban materiales naturales (madera, mimbre, cuero, lona, cuerda) con estructuras metálicas, por lo general tubos de acero de sección rectangular. Aunque era reticente a la elaboración artesanal del mueble sus obras solían tener una apariencia manufacturada, debido a su detallismo y su estilo impecable y refinado.
Ganó un gran premio en la Triennale de Milán en 1957 y 1960, y el Premio Lunning en 1958.

## Obras
- Sillón "PK25" (1952)
- Mesa de café "PK61" (1955)
- Sillón "PK22"(1956)
- Cama "PK80" (1957)
- Taburete de trípode "PK33"(1959)
- Silla "Tulip" (1961)
- Taburete "PK91" (1961)
- Silla de hamaca "PK24"(1965)
- Mecedora "PK20" (1967)